# Bernd Hinz
Bernd Hinz (* 20. Juli 1947 in Köln; † 10. August 2021) war ein deutscher Vertriebenenpolitiker (parteilos), Museumsgründer und Publizist.

## Leben
Hinz wuchs als Kind eines ostpreußischen Vaters und einer aus dem Rheinland stammenden Mutter in Köln auf und legte 1968 am Schiller-Gymnasium Köln das Abitur ab. Er studierte an den Universitäten Köln und Regensburg Rechtswissenschaften, Französisch und Geschichte. Die erste Juristische Staatsprüfung legte er 1977 in Köln und die zweite Juristische Staatsprüfung 1980 in Düsseldorf ab. Danach war er als Leiter der Rechts- und Personalverwaltung in einem mittelständischen Unternehmen tätig. Dann wechselte er als Justitiar in das Rechtsamt der Stadt Mönchengladbach. Dort war er bis zur Pensionierung 2016 Leitender Stadtrechtsdirektor und Amtsleiter des Rechtsamtes sowie Leiter der Antikorruptionsstelle. Hinz war seit 1982 verheiratet und lebte in Hürth.

## Öffentliche Ämter
Hinz gehörte seit 1969 ununterbrochen dem Kreisausschuss und Kreistag der ostpreußischen Kreisgemeinschaft Preußisch Holland an, die Gemeinschaft der aus dem historischen ostpreußischen Landkreis Preußisch Holland geflohenen oder heute dort noch lebenden Deutschen. Von 1971 bis 1980 amtierte er als stellvertretender Kreisvorsitzender, seit 1980 als Heimatkreisvertreter (Vorsitzender) für Preußisch Holland. Hinz erwarb von der Stadt Itzehoe, der Patenstadt der Ostpreußen aus Preußisch Holland, ein historisches Adelspalais Hinterm Klosterhof, sanierte es und baute es zum Haus der Heimat aus, dem Museum der Kreisgemeinschaft. Das Haus der Heimat beteiligt sich an den zentralen Kulturveranstaltungen der Stadt, bietet Wechselausstellungen an, richtet Lesungen aus und ist Mitglied im Museumsverband Schleswig-Holstein und Hamburg. Als Kreisvertreter baute Bernd Hinz die Beziehungen zur Stadt Pasłęk, dem historischen Preußisch Holland, und zum Kreis Elbing nachhaltig aus. Unter anderem begründete er die gleichberechtigte Partnerschaft der Kreisgemeinschaft zur Stadt Paslek (1998) und zum Landkreis Elbing (2003). Auf sein Wirken gehen die Sanierung zweier historischer Stadttore und eines Teils der Stadtmauer von Paslek zurück – 2001 wurde ihm aufgrund seines Wirkens die Ehrenbürgerschaft der Stadt verliehen.
Von 1986 bis 2005 gehörte Hinz dem Bundesvorstand der Landsmannschaft Ostpreußen (LO) an, ab 1992 als Stellvertretender Sprecher. Im Jahr 2000 gründete er den deutsch-polnischen Kommunalpolitischen Kongress, auf dem deutsche Heimatkreisvertreter über kommunal- und europapolitische Themen diskutieren, um so eine Annäherung auf politischer Ebene zu erreichen. 2005 kam es zu einem Zerwürfnis mit dem Sprecher der Ostpreußen, Wilhelm von Gottberg sowie einer Mehrheit in der Ostpreußischen Landesvertretung, dem höchsten Beschlussorgan der LO, über die zukunftsgewandte Politik der Republik Polen gegenüber. Hinz trat als Stellvertretender Sprecher der LO zurück und überführte den deutsch-polnischen Kommunalpolitischen Kongress in die von ihm, dem Allensteiner Landrat Adam Sierzputowski und dem Journalisten Bernhard Knapstein im Oktober 2005 gegründete deutsch-polnische Arbeitsgemeinschaft Kommunalpolitische Partnerschaft (AKP). Unter Innenminister Wolfgang Schäuble wurde die Förderung des AKP-Kongresses als wichtiger Beitrag zur deutsch-polnischen Verständigung eingeführt.
Hinz war ab 2005 auch Vorsitzender der AKP und für diese seit 2012 im Rat der Gemeinden und Regionen Europas (RGRE) Mitglied im deutsch-polnischen Ausschuss. Ab 2018 arbeitete er zudem im Ausschuss für interregionale Zusammenarbeit der deutsch-polnischen Regierungskommission mit. Die AKP strebt an, deutsche und polnische Landräte und Bürgermeister, die Partnerschaftsverhältnisse pflegen oder solche anstreben, zusammenzuführen, den Erfahrungsaustausch zu intensivieren, die Partnerschaftsarbeit zu stärken und dabei sowohl die deutsche Minderheit in Polen wie auch dialogorientierte Vertreter ostdeutscher Heimatkreise als Brückenbauer mit einzubeziehen. Ungeachtet der Einbeziehung von Vertriebenenvertretern, nehmen auch polnische Diplomaten in der Bundesrepublik und deutsche Diplomaten in der Republik Polen an den jährlichen Kommunalpolitischen Kongressen der AKP teil.
Im Bund der Vertriebenen (BdV) war er von 1994 bis 2006 Mitglied des Präsidiums und zuständig für die Beziehungen zur Republik Polen. Er gehörte zudem von 2000 bis 2004 dem Vertriebenenbeirat des Bundesministeriums des Innern an.
Im Humanitären Großpriorat Europa des Lazarus-Ordens war Hinz Initiator des Aufbaus von acht humanitären Lazarus-Sozialstationen im ehemaligen südlichen Ostpreußen. Chevalier (Ritter) Hinz war als Prior Ritterkomtur (Kommandierender Ritter) Mitglied des Ordenskapitels.

## Ehrungen
- 1999 Verdienstkreuz am Bande des Verdienstordens der Bundesrepublik Deutschland
- 2001 Ehrenbürger der polnischen Stadt Paslek (Pr. Holland)[9]
- 2003 Verdienstmedaille des Lazarus Hilfswerks/Lazarus-Ordens für die Polenhilfe
- 2015 Bronzener Ehrenwolf des polnischen Landkreises Johannisburg (Powiat Piski)[10]
- 2015 Verdienstkreuz 1. Klasse des Verdienstordens der Bundesrepublik Deutschland[11]
- 2017 Verdienstorden des polnischen Kreises Elbląg (Elbing)
- 2022 posthum: Gedenktafel, eingeweiht im April 2022 am Kreiskrankenhaus in Paslek[12]

## Herausgeberschaft
Als Herausgeber folgender Publikationen fungierte Bernd Hinz ab 1980:
- Der Heimatbrief des Kreises Pr. Holland, eine kulturhistorische Jahresschrift, seit Jahrgänge 1983/84
- Kreis und Stadt Preußisch Holland zwischen Drausensee und Passarge. „Bildband“. Zusammengestellt und mit Texten versehen von Helmut Jänecke, Martin Lassen und Klaus Schroeter. Verlag Gerhard Rautenberg, Leer 1981, ISBN 978-3-7921-0258-9.
- Treue und Heimat. Festschrift zum 30-jährigen Patenschaftsjubiläum. Zusammengestellt und bearbeitet von Bernd Hinz. Selbstverlag der Kreisgemeinschaft Pr. Holland, 1983 Mönchengladbach
- Guido Stark: Geschichte der Stadt Mühlhausen in Ostpreußen. Nachdruck der Erstausgabe 1927, Selbstverlag der Kreisgemeinschaft Pr. Holland, Köln 1987, ISBN 978-3-926582-01-0.
- Die Geschichte der Stadt Preußisch Holland Von Robert Helwig. 3. überarbeitete und erweiterte Auflage von Bernd Hinz. Selbstverlag der Kreisgemeinschaft Pr. Holland, 1987 Mönchengladbach
- Der Kreis Preußisch Holland in Bildern. Zusammengestellt und bearbeitet von Bernd Hinz. Selbstverlag der Kreisgemeinschaft Pr. Holland, 1992 Köln
- Der Heimatbrief des Kreises Preußisch Holland Band I (Hefte 1–5). Zusammengestellt und bearbeitet von Bernd Hinz. Selbstverlag der Kreisgemeinschaft Pr. Holland, 1993 Köln
- Der Heimatbrief des Kreises Preußisch Holland Band II (Hefte 6–10). Zusammengestellt und bearbeitet von Bernd Hinz. Selbstverlag der Kreisgemeinschaft Pr. Holland, 1994 Köln
- Deutschendorf, Kreis Pr. Holland/Ostpreußen. Das älteste Besitztum der Burggrafen und Grafen zu Dohna in Preußen nach Quellen und Einzelberichten. Zusammengestellt und bearbeitet von Erich Reuss. Selbstverlag der Kreisgemeinschaft Pr. Holland, 1994 Mönchengladbach
- Grünhagen mit den Orten des Kirchspiels, Kreis Pr. Holland/Ostpreußen. Zusammengestellt von Georg Schneider. Selbstverlag der Kreisgemeinschaft Pr. Holland, 1995 Mönchengladbach
- Preußisch Holland heute – unsere Heimat in Bildern von Bernd Hinz und Fritz Folger. Selbstverlag der Kreisgemeinschaft Pr. Holland, 1997 Mönchengladbach
- Reichenbach mit den Orten des Kirchspiels, Kreis Pr. Holland/Ostpreußen. Zusammengestellt und bearbeitet von Peter Wenzel und Bernd Hinz, 1997 Mönchengladbach
- Der Heimatbrief des Kreises Preußisch Holland Band III (Hefte 11–15), zusammengestellt und bearbeitet von Bernd Hinz. Selbstverlag der Kreisgemeinschaft Pr. Holland, 1999 Köln.
- Chronik der Kirchspiele Schmauch und Reichwalde. Bearbeitet von Kurt Jordan, 2003 Mönchengladbach
- Der Heimatbrief des Kreises Preußisch Holland Band IV (Hefte 16–20), zusammengestellt und bearbeitet von Bernd Hinz. Selbstverlag der Kreisgemeinschaft Pr. Holland, 2005 Köln.
- Im Dialog Grenzen überwinden. Deutsch-polnische Nachbarschaft und kommunale Zusammenarbeit in Europa (D/PL), Bernd Hinz (Hrsg.), 2006 Hürth/Allenstein[13]
- Geschichte erhalten – Zukunft gestalten. Denkmalschutz und Wirtschaftsfördrung. Deutsch-polnische Kommunalpartnerschaften für Europa  (D/PL), Bernd Hinz (Hrsg.), 2005 Köln[14]
- Chronik des Kirchspiels Königsblumenau, Zusammengestellt und bearbeitet von Horst Zlomke, 2008
- Deutsch-polnische Partnerschaften. Ausbau und Gestaltung der wichtigsten Verbindungen zwischen Deutschland und Polen. / Partnerstwa polsko-niemieckie. Rozbudowa i kształtowanie najważniejszych powiązań między Polską a Niemcami., Bernd Hinz (Hrsg.), 2008 Hürth[15]
- Der Heimatbrief des Kreises Preußisch Holland Band V (Hefte 21–25), zusammengestellt und bearbeitet von Bernd Hinz, Selbstverlag der Kreisgemeinschaft Pr. Holland, 2009 Köln
- Das vereinigte Europa. Neue Herausfordrungen für die deutsch-polnischen Partnerschaften./Zjednoczona Europa. Nowe wyzwania dla partnerstw polsko-niemieckich. Bernd Hinz (Hrsg.), 2009 Hürth[16]
- Das Haus der Heimat – Museum der Kreisgemeinschaft Pr. Holland, zusammengestellt und bearbeitet von Monika und Bernd Hinz, 2010 Mönchengladbach
- Der Prozeß der deutsch-polnischen Verständigung der letzten zwei Dekaden. Rückblick auf Erreichtes und Ausblick. / Proces polsko-niemieckiego porozumienia podczas ostatnich dwóch dekad. Ocena osiągnięć i perspektywy na przyszłość, Bernd Hinz (Hrsg.), 2011 Hürth[17]
- 20 Jahre Deutsch-Polnischer Nachbarschaftsvertrag. Bestandsaufnahme und Ausblick. / 20 lat polsko-niemieckiego traktatu o dobrym sąsiedztwie i Ogląd sytuacji i perspektywy na przyszłość, Bernd Hinz und Bernhard Knapstein (Hrsg.), 2012 Hürth[18]
- Der Heimatbrief des Kreises Preußisch Holland Band VI (Hefte 26–30), zusammengestellt und bearbeitet von Bernd Hinz, Selbstverlag der Kreisgemeinschaft Pr. Holland, 2016 Hürth
- Herausforderungen annehmen, den europäischen Geist pflegen. 25 Jahre deutsch-polnische Nachbarschaft. Podjac wyzwania, kultywowac europejskiego ducha. 25 lat polsko-niemieckiego sasiedztwa. Bernd Hinz (Hrsg.), 2017 Hürth/Schneverdingen
- Der Heimatbrief des Kreises Preußisch Holland Band VII ( Hefte 31-35 ), zusammengestellt und bearbeitet von Bernd Hinz , 2020 Köln